# Code zwart
Code zwart, of een zwart scenario, is de populaire benaming van de kritieke fase in de triage in de ziekenhuizen tijdens de COVID-19 pandemie. Een code zwart in de ziekenhuizen betekent dat de instroom van patiënten op de intensive cares in de ziekenhuizen groter is dan het aantal beschikbare bedden op de IC: er zal in zo een geval een keus moeten worden gemaakt tussen wie er wel en wie er niet geholpen wordt. Een code zwart vormt daarmee een ethisch dilemma voor de ziekenhuizen.

## Nederland
In Nederland dreigde deze fase in het voorjaar van 2020, en opnieuw in de herfst en winter van 2021. Deze dreigingen gingen gepaard met diverse maatregelen waaronder lockdowns. De Nederlandse Federatie Medisch Specialisten en de Artsenfederatie KNMG publiceerden in juni 2020 een draaiboek voor een code zwart, specifiek voor de omstandigheden tijdens de Covid-19 pandemie in Nederland.
In bredere zin wordt dezelfde term ook gebruikt voor een scenario waarbij planbare, maar medisch noodzakelijke, behandelingen in ziekenhuizen door de hoge belasting in de ziekenhuizen wordt uitgesteld.

## Internationaal
In maart 2021 was er sprake van een code zwart in Brazilië, waarbij dagelijks sterfterecords verbroken werden. Deze golf sloeg over naar omliggende landen, en in juni 2021 was er ook in Suriname sprake van een code zwart, die samenging met een grote en ingrijpende lockdown van het land.
In april 2021 was er in India sprake van een code zwart, waarbij veel mensen stierven.